# Варнек (селище)
Варнек (ненец. Варнек, рос. Варнек) — селище у Заполярному районі Ненецького автономного округу Архангельської області Російської Федерації.
Населення становить 101 особу (2010). Входить до складу муніципального утворення Юшарська сільрада.

## Історія
До 1920-их років населений пункт належав до Архангельської губернії. Від 1929 року належить до Ненецького автономного округу, від 2005 — новоутвореного Заполярного району. Згідно із законом від 24 лютого 2005 року органом місцевого самоврядування є Юшарська сільрада.

## Населення
| 2002 | 2010 |
| ---- | ---- |
| 94   | ↗101 |